# Châu Thị Mỹ Phương
Châu Thị Mỹ Phương (sinh ngày 20 tháng 7 năm 1972) là một chính trị gia người Việt Nam. Bà hiện là Phó Bí thư Tỉnh ủy, Chủ tịch Hội đồng nhân dân tỉnh Đồng Tháp nhiệm kỳ 2021 - 2026.
Bà từng là Ủy viên dự khuyết Ban Chấp hành Trung ương Đảng khóa XII, Phó Bí thư Tỉnh ủy , Chủ tịch Hội đồng nhân dân tỉnh Tiền Giang , Trưởng ban Tuyên giáo Tỉnh ủy Tiền Giang, Bí thư Thị ủy Cai Lậy, Ủy viên thường trực HĐND tỉnh, Phó Giám đốc Sở Giáo dục và Đào tạo.

## Xuất thân
Bà sinh ngày 20 tháng 7 năm 1972 quê quán ở xã Tân Bình, thị xã Cai Lậy, tỉnh Tiền Giang.

## Giáo dục
- Giáo dục phổ thông: 12/12
- Cử nhân Chính trị
- Cử nhân Sư phạm Sinh học
- Thạc sĩ Quản lý giáo dục
- Cao cấp lí luận chính trị

## Sự nghiệp
Bà gia nhập Đảng Cộng sản Việt Nam vào ngày 3/2/1997.
Bà là đại biểu hội đồng nhân dân Tỉnh Tiền Giang nhiệm kỳ 2011 - 2016; 2021 - 2026.
Ngày 29 tháng 9 năm 2010, tại Đại hội đại biểu Đảng bộ tỉnh lần thứ IX (nhiệm kỳ 2010-2015), bà được bầu vào Ban Chấp hành Đảng bộ tỉnh khóa IX
Tháng 7 năm 2011, tại kỳ họp thứ nhất Hội đồng nhân dân tỉnh khóa VIII, bà được bầu làm Ủy viên thường trực HĐND tỉnh Tiền Giang.
Ngày 5 tháng 4 năm 2014, tại Hội nghị triển khai quyết định thành lập Ban Chấp hành Đảng bộ thị xã Cai Lậy nhiệm kỳ 2014 - 2015, bà được chỉ định giữ chức vụ Bí thư Thị ủy Cai Lậy.
Ngày 21 tháng 10 năm 2015, tại Đại hội đại biểu Đảng bộ tỉnh lần thứ X (nhiệm kỳ 2015-2020), bà tái cử vào Ban Chấp hành Đảng bộ và được bầu vào Ban Thường vụ Tỉnh ủy khóa X.
Ngày 26 tháng 1 năm 2016, tại Đại hội Đảng Cộng sản Việt Nam toàn quốc khóa XII, bà được bầu làm Ủy viên dự khuyết Ban Chấp hành Trung ương Đảng khóa XII.
Tháng 6 năm 2018, Ban Thường vụ Tỉnh ủy quyết định bà thôi giữ chức Bí thư Thị ủy Cai Lậy nhiệm kỳ 2015 - 2020 và điều động giữ chức Trưởng ban Tuyên giáo Tỉnh ủy Tiền Giang.
Ngày 14 tháng 10 năm 2020, tại Đại hội đại biểu Đảng bộ tỉnh lần thứ XI (nhiệm kỳ 2020-2025), bà tiếp tục được bầu vào Ban Thường vụ Tỉnh ủy khóa XI.
Ngày 31 tháng 10 năm 2024, tại kỳ họp thứ 14 HĐND tỉnh Tiền Giang khóa X, bà được bầu làm Chủ tịch Hội đồng nhân dân tỉnh Tiền Giang khóa X, nhiệm kỳ 2021-2026 với 56/57 phiếu đồng ý, đạt tỉ lệ 98,2% số đại biểu HĐND tỉnh có mặt.
Ngày 17 tháng 6 năm 2025, ông Nguyễn Văn Danh – Ủy viên Trung ương Đảng, Bí thư Tỉnh uỷ Tiền Giang đã trao quyết định của Ban Bí thư Trung ương Đảng chuẩn y bà giữ chức Phó Bí thư Tỉnh uỷ Tiền Giang nhiệm kỳ 2020 – 2025.